# Marie Svatošová (1912)
Marie Svatošová, rozená Nová (19. června 1912 Praha – 26. ledna 1943 koncentrační tábor Mauthausen) byla manželkou Rudolfa Svatoše a švagrovou jeho bratra Josefa Svatoše. Za pomoc parašutistům, kterou poskytoval Josef Svatoš v polovině roku 1942, byla stejně jako oni zatčena, vězněna a nakonec zavražděna v koncentračním táboře Mauthausen.   

## Život
Marie Svatošová se narodila jako Marie Nová 19. června 1912 v Praze do rodiny Rudolfa Nového a Anny Nové, rozené Frydrychové. V protektorátní době pracovala jako úřednice. Jejím manželem byl Rudolf Svatoš (* 30. října 1905 Přelovice – 24. října 1942 Koncentrační tábor Mauthausen). Manželé Rudolf a Marie Svatošovi bydleli v pražské Krči v Michelské ulici čp. 464. Rudolf Svatoš měl staršího bratra Josefa Svatoše (* 8. listopadu 1896 Přelovice – 24. října 1942 Koncentrační tábor Mauthausen), který pracoval jako revident a bydlel v Melantrichově ulici blízko Staroměstského náměstí.
Josef Svatoš (švagr Marie Svatošové) se během německé okupace Čech, Moravy a Slezska zapojil do protiněmeckého odboje. V první polovině roku 1942 poskytl Josef svůj byt pro ilegální schůzky i jako místo přespávání parašutistům z výsadků Anthropoid a Out Distance.
Gestapo ani jiné německé vyšetřovací orgány (např. kriminální policie nebo Sicherheitsdienst) nikdy nedokázaly, že Marie byla zapojena jakýmkoliv způsobem do protiněmeckých ilegálních aktivit. Stejně jako mnohým dalším se jí stala osudnou zrada Karla Čurdy (16. června 1942), po které následovala vlna zatýkání. Marie Svatošová byla zatčena 17. června 1942 jen z důvodu příbuzenské vazby s Josefem Svatošem.  
Nejprve byla Marie Svatošová vězněna v policejní vazbě v Praze a poté byla odeslána do vazební věznice pražského gestapa v Malé pevnosti Terezín. Dne 8. ledna 1943 byla stanným soudem v Praze v nepřítomnosti odsouzena k trestu smrti. Následně byla 15. ledna 1943 poslána s transportem čítajícím 31 osob do koncentračního tábora Mauthausen. V koncentračním táboře Mauthausen byla umístěna v cele tzv. „bunkru“, kde čekala na popravu, která byla vykonána 26. ledna 1943. Ten den bylo v 16:15 zavražděno 15 žen v plynové komoře. Marii Svatošové bylo 30 let. Muži (v počtu 16) byli zavražděni v odstřelovacím koutě mauthausenského bunkru ranou z malorážní pistole do týla.

## Dovětek
Její manžel Rudolf Svatoš, jeho bratři František Svatoš a Josef Svatoš, manželka Josefa Svatoše Marie Svatošová (roz. Sovíková) a její sestra Zdeňka Janíková (roz. Sovíková) byli z policejní vazby v Praze deportování do malé pevnosti Terezín a v nepřítomnosti odsouzeni německým stanným soudem v Praze dne 29. září 1942 k trestu smrti. Ten byl vykonán 24. října 1942 v odstřelovacím koutě mauthausenského bunkru ranou z malorážní pistole do týla při fingované zdravotní prohlídce.

## Připomínky
- Její jméno (Svatošová Marie *19.6.1912) je uvedeno na pomníku při pravoslavném chrámu svatého Cyrila a Metoděje (adresa: Praha 2, Resslova 9a). Pomník byl odhalen 26. ledna 2011 a je součástí Národního památníku obětí heydrichiády.[12][13][14]
- Pamětní deska věnovaná připomínce manželů Rudolfa a Marie Svatošových je umístěna na domě na adrese: Pod dálnicí 464/22, 140 00 Praha 4 - Michle, Česko.[15] Na pamětní desce je nápis: ZDE ŽILI A / V MAUTHAUSENU DOTRPĚLI / RUDOLF SVATOŠ / * 25. X. 1905 + 24. X. 1942 / MARIE SVATOŠOVÁ ROZ. NOVÁ / * 18. IV. 1912 + 26. I. 1943 / VZPOMÍNÁME RODIČE A EVA. (V datu narození Marie Svatošové rozené Nové je zjevná chyba, správně má být 19. VI. 1912. V datu narození Rudolfa Svatoše je zjevně chyba, správně má být 30. X. 1905)[16]
- Její jméno a další jména příslušníků rodiny Svatošových jsou uvedena na pamětní desce v průjezdu domu v ul. Melantrichova 463/15, Praha 1.[17]
- Po rodině Svatošových byla v roce 2020 pojmenována ulice Svatošových v pražských Vysočanech.[18]
- Na sloupu veřejného osvětlení v ohybu ulice Svatošových v pražských Vysočanech je pod červenou cedulí s názvem ulice umístěna také modrá smaltovaná dodatková informační uliční cedule s textem: Rodina Svatošových – patřila mezi neojobětavější podporovatele operace ANTHROPOID. Marie Svatošová (* 6. 10. 1904) se sestrou Zdeňkou Janíkovou (* 11. 4. 1909), manželem Josefem Svatošem (* 8. 11. 1896), jeho bratry Františkem Svatošem (* 14. 3. 1902), Rudolfem Svatošem (* 30. 10. 1905) a jeho manželkou Marií Svatošovou (* 19. 6. 1912) byli všichni zavražděni Němci 24. 10. 1942 a 26. 1. 1943 v KT Mauthausen.[19]

## Galerie

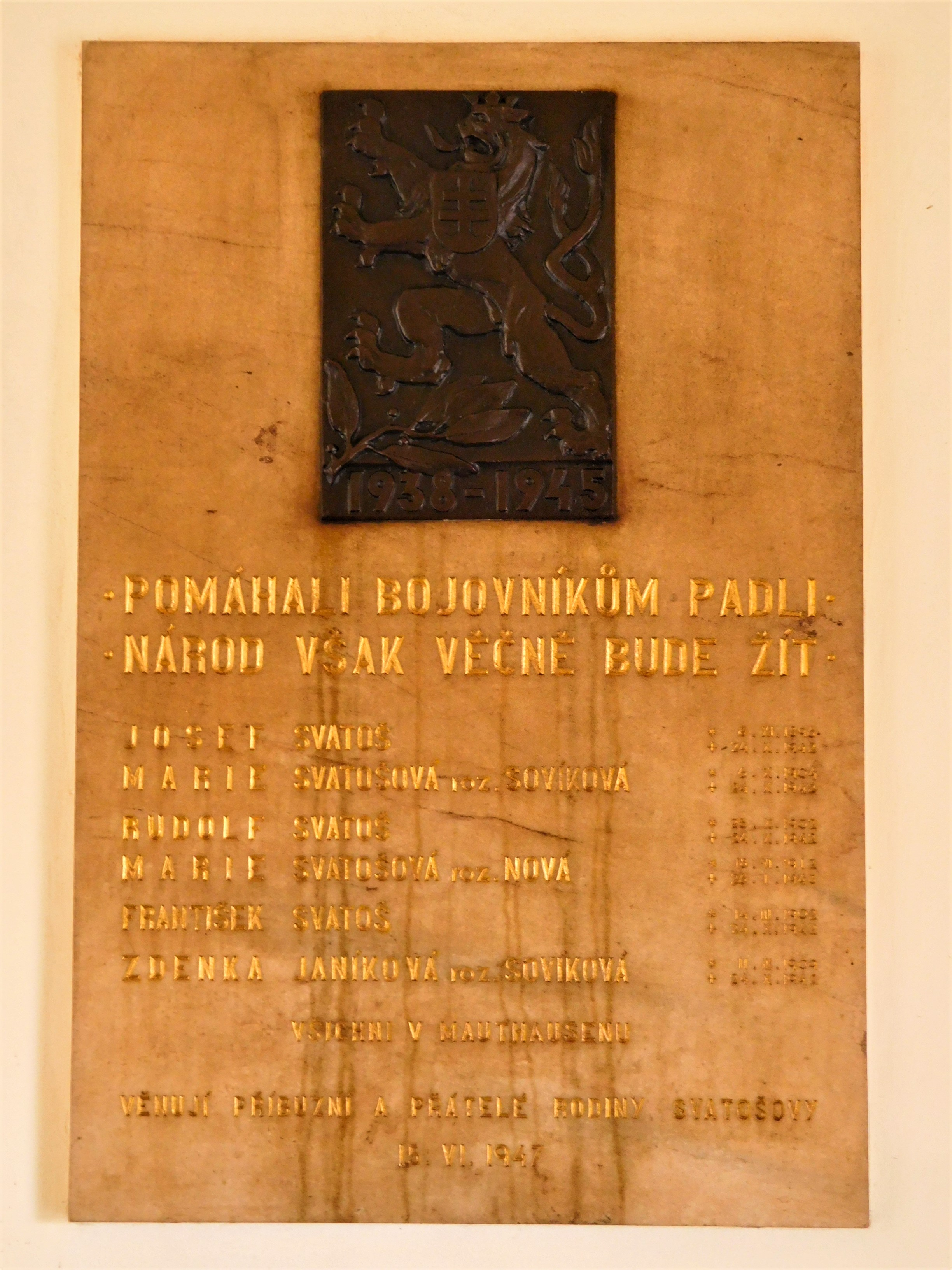
Pamětní deska v průjezdu domu v ul. Melantrichova 463/15, Praha 1
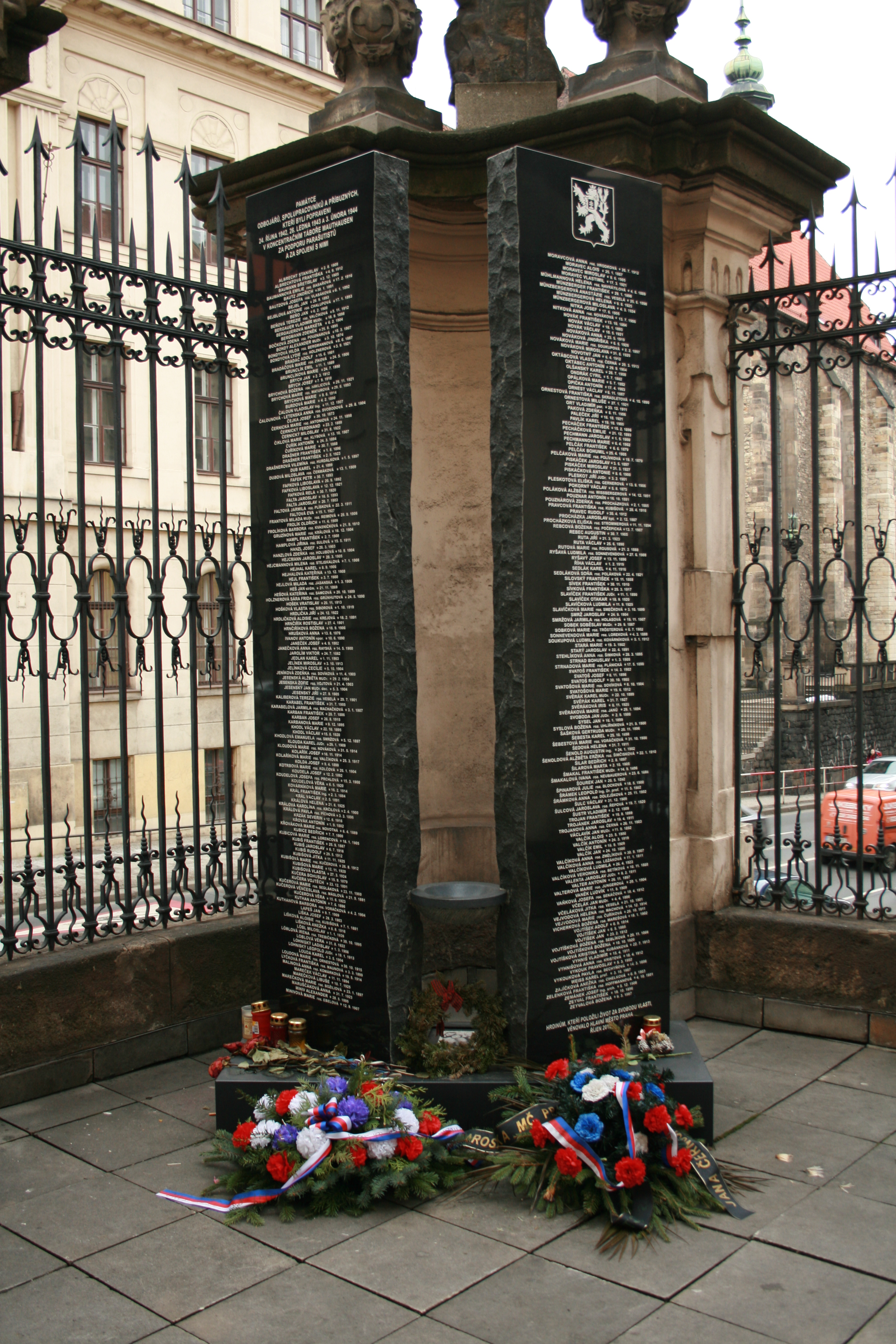
Pomník spolupracovníků parašutistů a jejich rodinných příslušníků na terase kostela sv. Cyrila a Metoděje v Resslově ulici v Praze
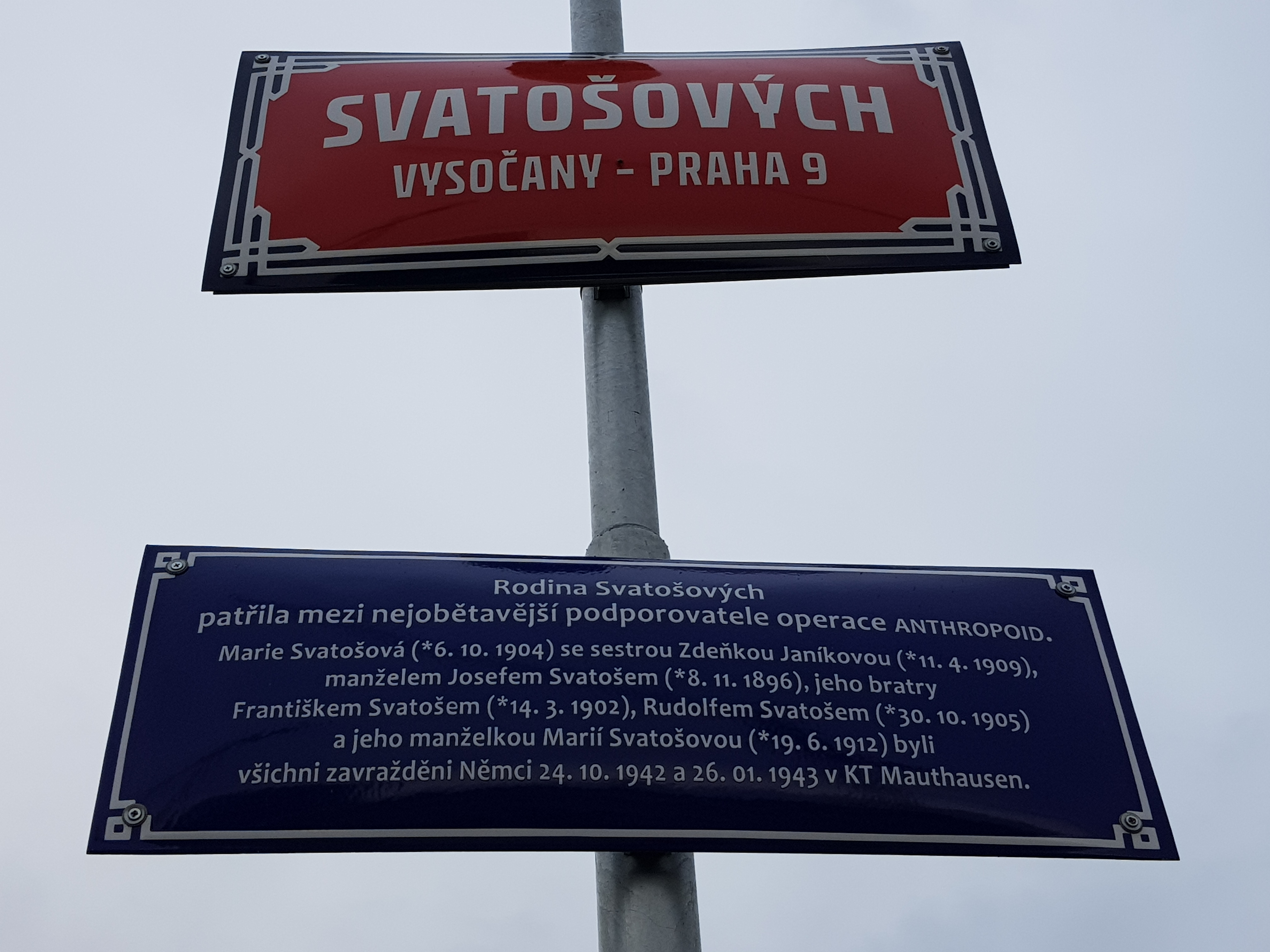
Tabule s názvem ulice Svatošových ve Vysočanech s modrou dodatkovou tabulí
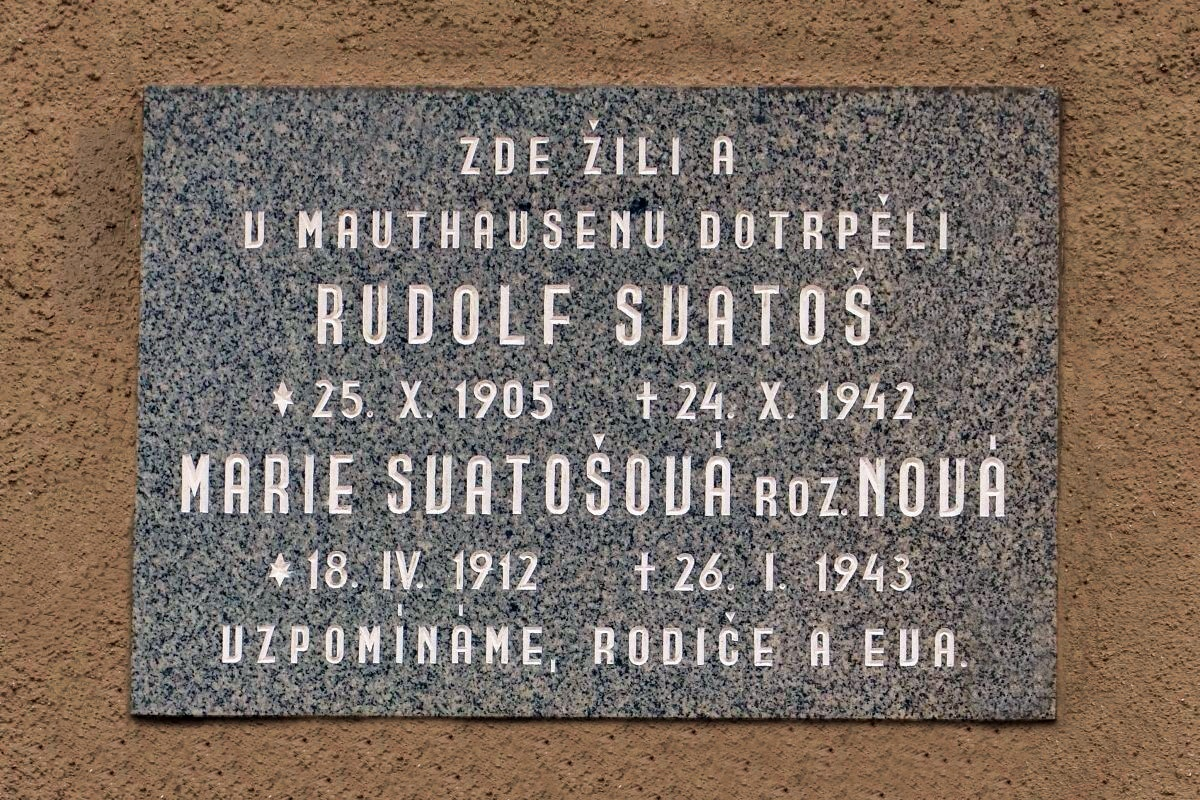
Pamětní deska v ul. Pod dálnicí 464/22, Praha 4 - Michle